# شريان كعبري سبابي
شريان كعبري سبابي (بالإنجليزية: Radial artery of index finger)‏‏هو شريان يتفرعُ من شريان كعبري.